# Satam al-Suqami
Satam Muhammed Abdel al-Suqami (arabisk: سطام السقامي, Saṭām as-Suqāmī) (28. juni 1976 – 11. september 2001) var en af de fem mænd, der nævnes af FBI som flykaprere af American Airlines Flight 11 i terrorangrebet den 11. september 2001.
Han blev født i den saudi-arabiske by Riyadh, hvor han var jurastuderende.
Sammen med Majed Moqed var han optrænet som terrorist hos al-Qaeda på et stort træningsanlæg i nærheden af Kabul.